# Jean Bertholet (colonel)
Pour les articles homonymes, voir Bertholet.
Pour l’article homonyme, voir Jean Bertholet.
Jean Bertholet, né le 29 août 1753 à Liège (Pays-Bas autrichiens), mort le 27 août 1823 à Auch (Gers), est un militaire français de la Révolution et de l’Empire.

## États de service
Il entre en service le 29 avril 1768, dans le régiment de Poitou infanterie, il fait les campagnes de 1782 et 1783 sur mer, et le 29 août 1786, il obtient son congé.
Major dans la garde nationale d’Auch le 26 août 1789, il devient commandant en second du 2e bataillon de volontaires du Gers le 20 juin 1792. Il fait les campagnes de 1792 et 1793, à l’armée des Pyrénées orientales, et il se trouve à la bataille de Peyrestortes le 17 septembre 1793, ainsi qu’à la bataille de Trouillas le 22 septembre suivant. Sa conduite ferme lors de ces combats, fait qu’il est nommé chef de brigade le 24 septembre 1793, par le général Dagobert, avec l’accord des représentants en mission Fabre, Gaston et Cassanyes.
Affecté à l’armée d’Italie, il commande la 12e demi-brigade provisoire, et il est blessé d’une balle qui lui traverse le corps le 17 novembre 1796, lors de la bataille du pont d'Arcole. Le 21 décembre 1796, il passe à la suite de la 18e demi-brigade d’infanterie de ligne, et le 6 mai 1799, il prend le commandement de la 77e demi-brigade d’infanterie de ligne.
Réformé le 22 décembre 1800, il est rappelé à l’activité, comme commandant d’armes à Briançon le 21 mai 1801, puis envoyé à Turin en la même qualité le 22 mars 1803. Il est fait chevalier de la Légion d’honneur le 25 mars 1804, et il est de nouveau réformé le 23 septembre suivant. Le 31 mai 1807, il reprend du service avec les mêmes fonctions que précédemment, à Capo-d’Istria, et le 18 janvier 1808, il prend le commandement de la place d’Irun. Renvoyé dans ses foyers le 19 décembre 1809, il est admis à la retraite le 9 octobre 1810.
Il meurt le 27 août 1823, à Auch.

## Décorations
- Chevalier de la Légion d'honneur en 1804[1]

## Sources
1. ↑  « Recherche - Base de données Léonore », sur leonore.archives-nationales.culture.gouv.fr (consulté le 22 novembre 2023).

- A. Lievyns, Jean Maurice Verdot, Pierre Bégat, Fastes de la Légion-d'honneur, biographie de tous les décorés accompagnée de l'histoire législative et réglementaire de l'ordre, Tome 4, Bureau de l’administration, 1844, 640 p. (lire en ligne), p. 289.
- « Cote LH/212/21 », base Léonore, ministère français de la Culture
- Danielle Quintin et Bernard Quintin, Dictionnaires des colonels de Napoléon, S.P.M., 2013, 978 p. (ISBN 978-2-296-53887-0, lire en ligne), p. 97
- Léon Hennet, Etat militaire de France pour l’année 1793, Siège de la société, Paris, 1903, p. 326.